# Falsodrupeus singularicornis
Falsodrupeus singularicornis is een keversoort uit de familie keikevers (Psephenidae). De wetenschappelijke naam van de soort werd in 1949 gepubliceerd door Maurice Pic.